# مهضة (جحانة)

تعديل مصدري - تعديل

مهضة هي إحدى قرى عزلة اليمانية السفلى بمديرية جحانة التابعة لمحافظة صنعاء، بلغ تعداد سكانها 188 نسمة حسب تعداد اليمن لعام 2004.